# Гупі
Гу́пі (Poecilia reticulata), або «сітчаста пецилія» — живородна акваріумна риба родини пецилієвих.
Найвідоміша й найпоширеніша з акваріумних риб. Її популярність зумовлена простотою розмноження (народжують повністю сформованих мальків) й утримування, а також високими декоративними якостями.
Рибка названа іменем вченого-ботаніка Гуппі, який понад сто років тому привіз її в Європу разом з колекцією тропічних рослин.
Родина пецилієвих об'єднує риб — пецилій, мечоносців, молінезій, гупі та інших — у яких зародки розвиваються в ікринці в тілі самиці. Молочко потрапляє до статевого органу самиці по гоноподію. Гоноподій утворюють кілька злитих у трубочку променів анального плавця. Самиці більші за розміром, з повнішим черевцем, забарвлені менш яскраво.

## Ареал
Гупі поширені у водоймах на півночі Бразилії, а також Гаяни, Венесуели, Тринідаду, Барбадосу і Малих Антильських островів у прісній і солонуватій воді, нерідко забрудненій харчовими відходами.
На початку 1980-х рр. у канал Бортницької станції аерації випустили гуппі. Відтоді їхня популяція існує там постійно — цьому сприяє цілорічно нагріта вода.

## Опис рибки
Самець завдовжки 2—4 см, самиця — 4—7 см. Забарвлення самиці невиразне, оливкове, коричнювате або жовтувате з блакитно-зеленим блиском. Плавці сірі. Черевце повне, округле. Забарвлення самців рябе, з різноманітними малюнками на тілі і плавцях. У Венесуелі переважають гупі зеленого кольору, на Барбадосі — червоно-чорні з фіолетовими тонами. Тринідадські рибки мають чітко окреслені сині, золотисті, зелені та фіолетові плями. Хвіст золотистий з чорним краєм, спинний плавець видовжений.
- Основна ознака самця — малий розмір  є 3—4 см і довгий хвіст із чорним, синім, фіолетовим, червоним чи зеленим забарвленням.
- Основна ознака самиці — більший за самця розмір є  4—7 см, хвіст із чорним, білим або сірим забарвленням і невелике черевце у нижній частині тіла.

У природних водоймах гупі живляться личинками комарів. Завдяки невибагливості до умов життя й істотну користь у боротьбі проти малярії гупі були завезені в Мексику, США, Африку, Індію, на Мадагаскар, Яву, в південну Францію, Італію. У теплих джерелах просто неба живуть гупі в Угорщині, Україні, Чехії та Словаччині. Рибка стала найпопулярнішим об'єктом акваріумістів усього світу.
 У багатьох містах світу проводяться щорічні виставки-конкурси, на яких шанувальники гупі демонструють виведені ними породні групи цих риб.

## Породи гупі

Різні форми плавців (самці)

Штучно виведені породи гупі витіснили диких предків в акваріумах. Породи розрізняються за формою хвостового плавця. Всього їх одинадцять: круглохвоста, шилохвоста, гранчаста, ліроподібна, верхній, нижній та подвійний меч, прапорова, шлейфова, віялова і трикутна. Спинний плавець може бути нормальної довжини або подовженим і звисати. Назви, які дають рибам за малюнком на тілі та плавцях, непостійні. Так, риб із дрібними жовто-чорно-смарагдовими розводами називають і філігранними, і кобрами, і зміїною шкірою, і віденськими. Правильніше називати їх за кольором тіла і плавців — смарагдові, чорно-червоні, сині. Серед самок також з'явилися красиві золотисті рибки з рубіновим спинним і хвостовим плавцями..
Для багатьох живородок та легкість, з якою вони здатні утворювати нові форми забарвлення та форми тіла, плавців, стали основною причиною того, що в акваріумістів важко знайти риб з природним забарвленням.
Продуктивна селекційна робота була б неможливою без високої плідності живородних риб.

## Утримування в акваріумі
В акваріумі з живородками краще використовувати світлий ґрунт. Рослини висаджують густими заростями. необхідно мати багато дрібнолистих рослин, особливо поблизу джерел світла. У густі зарості рослин можуть ховатися щойно народжені мальки. У природі їм сховатися легше, тому що прозорість води, де вони живуть, часто не перевищує кількох десятків сантиметрів.
Їдять живородні риби багато. Їжа різноманітна — мотиль, черв'яки, дафнії і циклопи. Рот у риб верхній, яким вони легко збирають з поверхні води комах. В акваріумі риби охоче споживають штучні корми й очищають підводні предмети від нитчастих водоростей. Акваріум треба регулярно чистити, воду фільтрувати, замінювати свіжою. На одну особину вистачає 1—2 літри води якщо це 3—4-сантиметрова живородка. Продування води повітрям дає змогу щільніше заселити акваріум, але перенаселення допускати не можна. Краще брати більші акваріуми й населяти їх рибами різних видів, які добре уживаються між собою.
Вода в акваріумі повинна бути не стара, замінювана раз на 7—10 днів, твердість — середня. Температура води 20…25 °С. Освітлення яскраве, верхнє. (температура в проміжку 23-26 °C, pH 7, по твердості 7-9о)
В акваріумі гупі уживаються з будь-якими рибами, важливо тільки, щоб сусіди не обірвали самцям їхні довгі хвости. Мінімальний об'єм води на одного самця 0,5 л, на самицю — вдвічі більше. Умови життя такі самі, як і для всіх живородок. Корм будь-який живий і сухий. Кожні 4—6 тижнів самиця народжує 30—250 мальків завдовжки 6—8 мм. При своєчасному годуванні і регулярній заміні води мальки швидко ростуть і через місяць-півтора визначається їх стать. Акваріумісти, які хочуть поліпшити забарвлення і форму тіла рибок, повинні в цьому віці розділити мальків, утримувати самок і самців в окремих акваріумах і схрещувати найкращих.

## Розмноження
Для розмноження риб не потрібно ніяких особливих умов. Нерест проходить на світанку або в першій половині дня. Щоб дорослі риби не з'їли мальків, самицю з повним черевцем, у якої поблизу анального плавця помітно темну трикутну пляму, заздалегідь висаджують в маленьке нерестовище густо засаджене рослинами (бажано дрібнолистими рослинами), і як тільки мальки з'являться, самицю пересаджують в акваріум до дорослих гупі. Воду частково освіжають, підвищують температуру на 2…З °С. Народжується 20— 60 мальків завдовжки 12—14 мм. Після народження, мальки не потребують турботи батьків, а навпаки, швидко ховаються в зарослях рослин, щоб не бути з'їденими своїми ж батьками. Вони одразу можуть їсти циклопів і ростуть швидко.
Малята гупі їдять не лише сухий сильно подріблений корм (суха перетерта дафнія), але й дрібний живий корм (дафнія, циклоп). Кількість корму поступово збільшують і вже у двотижневому віці мальків годують як і дорослих риб.
Як тільки в мальків з'являються перші ознаки статевого диморфізму, їх розсаджують за статтю окремо.
Живе і плодиться при температурі 21—28 градусів.
Молоді самиці народжують по 10—20 мальків, але з кожним нерестом кількість їх зростає. Трапляється також, що рибка з добре помітними ознаками самиці стає раптом самцем. Зміна статі буває і в інших живородок. Причиною цього можуть стати перенесене захворювання і несприятливі умови життя.
Самиці при хорошому догляді й умовах утримання можуть народжувати щомісячно. Живуть гупі в акваріумах до трьох років. Статева зрілість настає в 5-6 місяців.

## Галерея

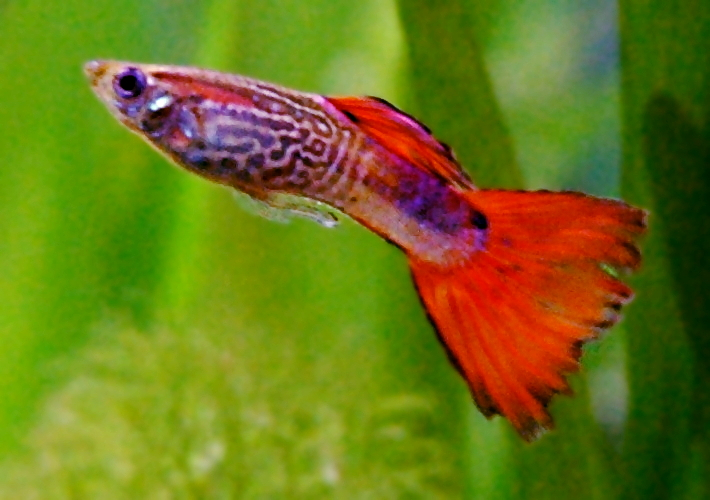
Самець гупі
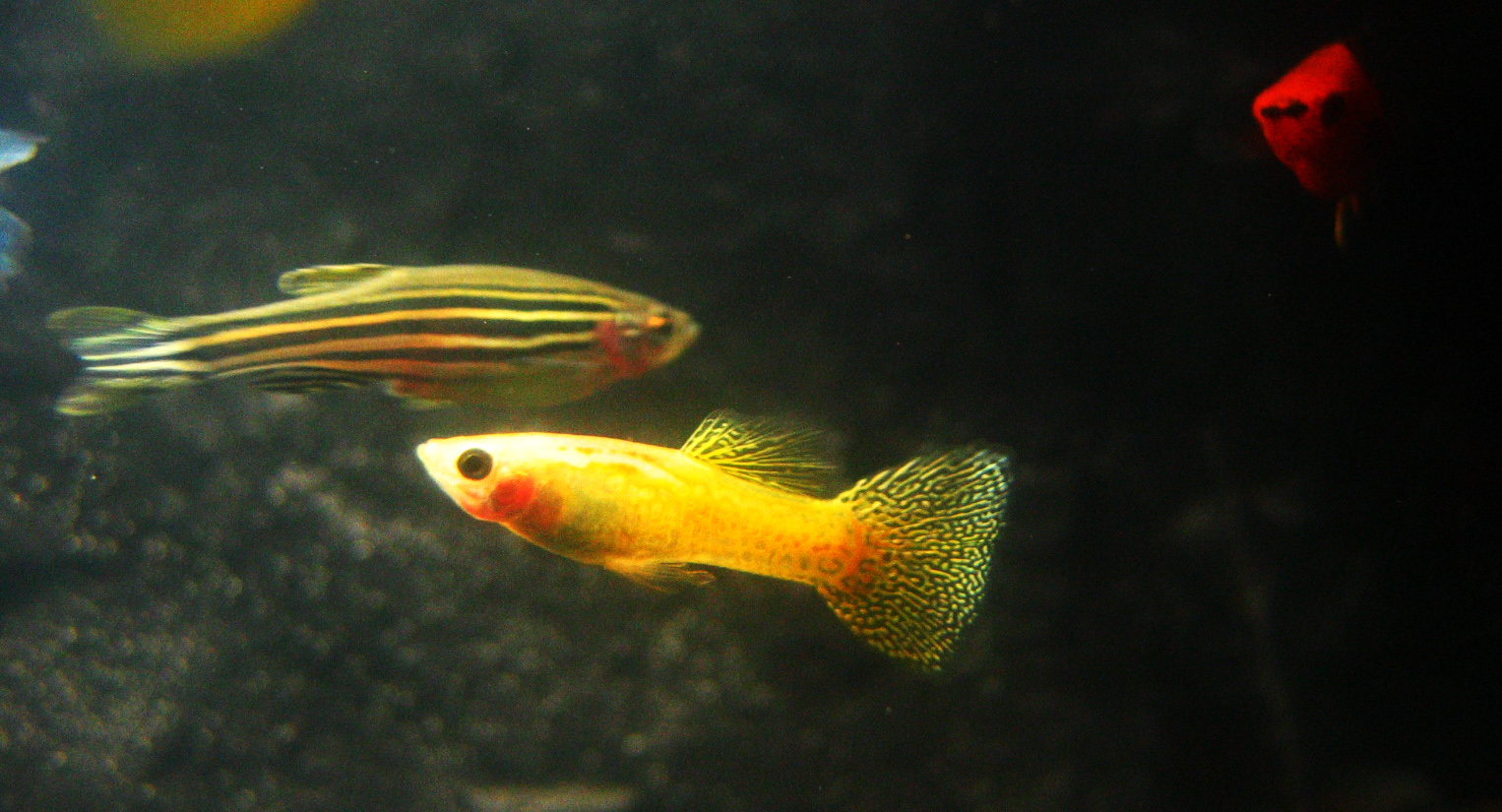
Світла (деколи золота) форма гупі зеленої - самиця знизу (зверху - даніо реріо)
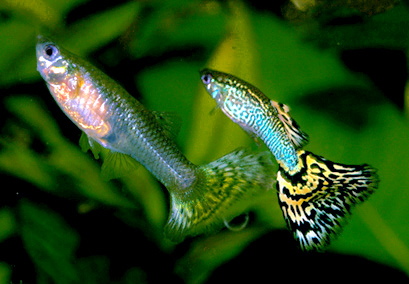
Пара гупі веселкових (самиця ліворуч, самець праворуч)
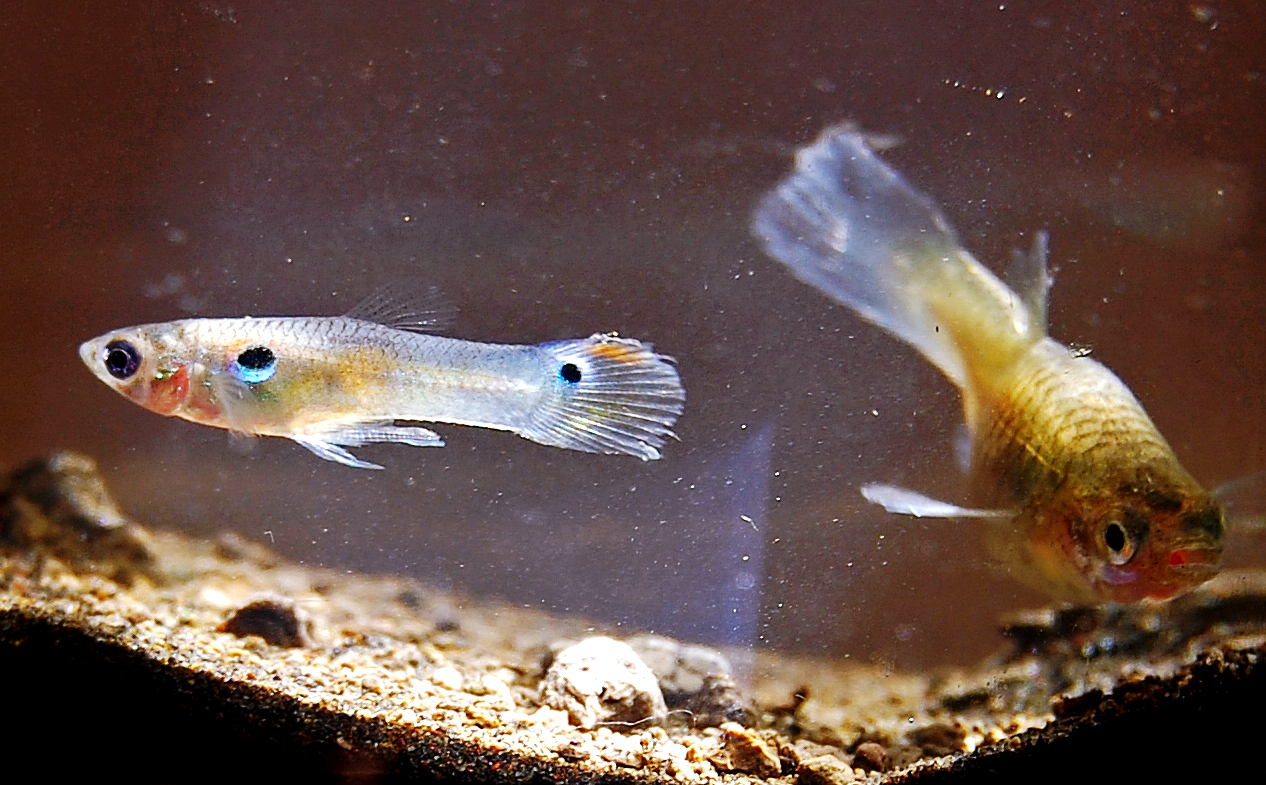
самець ліворуч, самиця праворуч
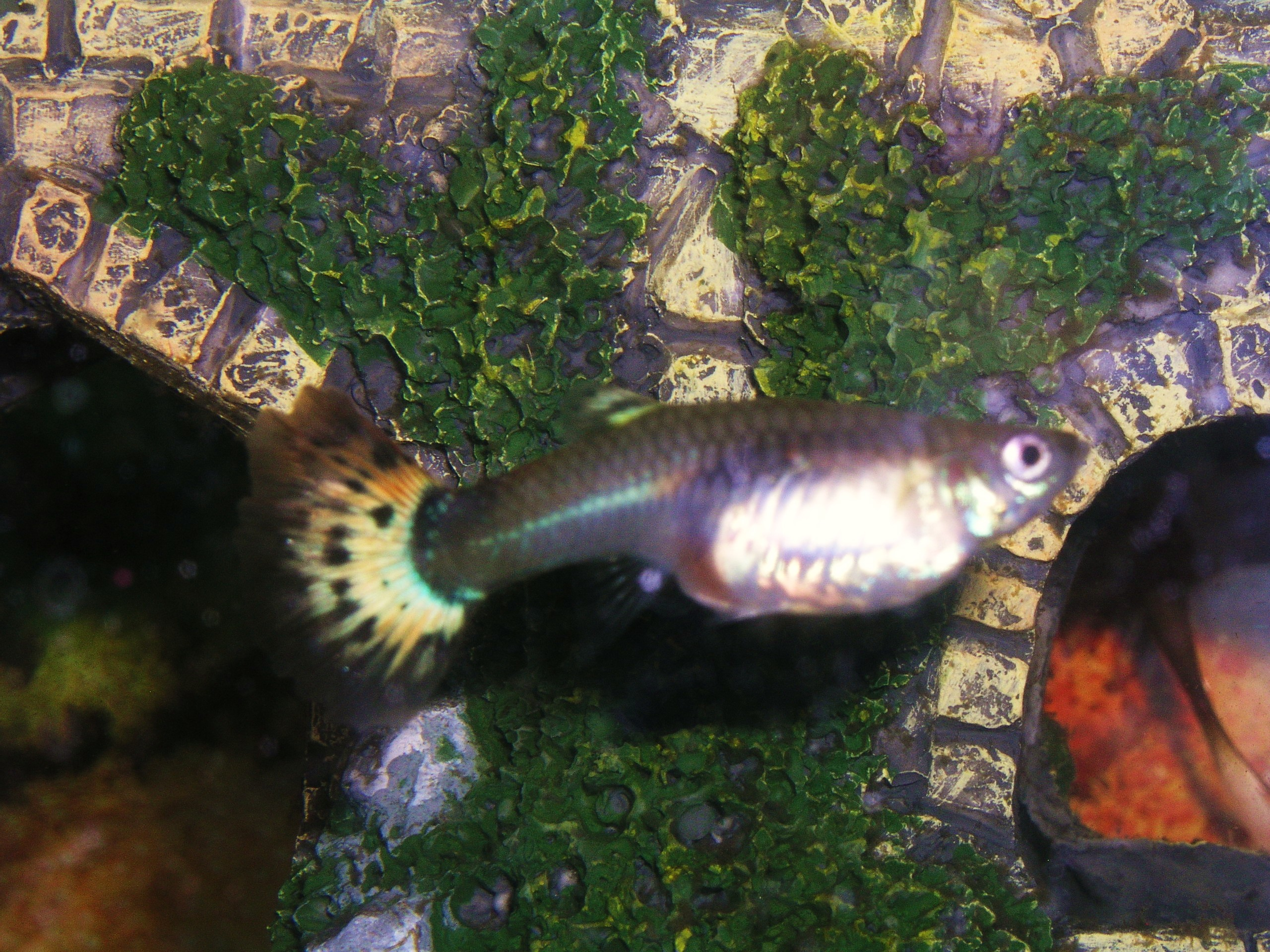
Вагітна гуппі. Приблизно 26 днів
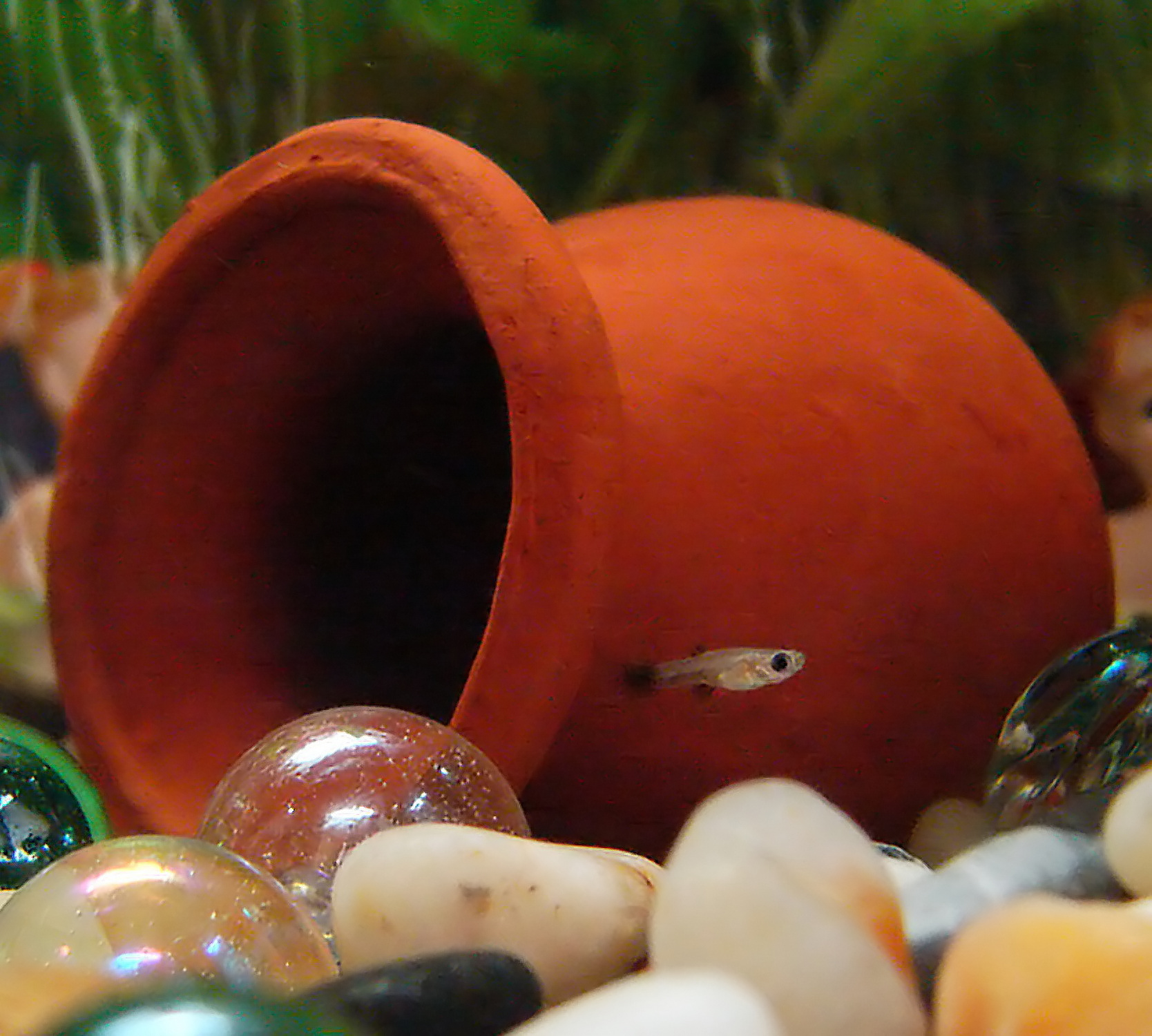
Гуппі мальки в акваріумі. Вік 1 тиждень
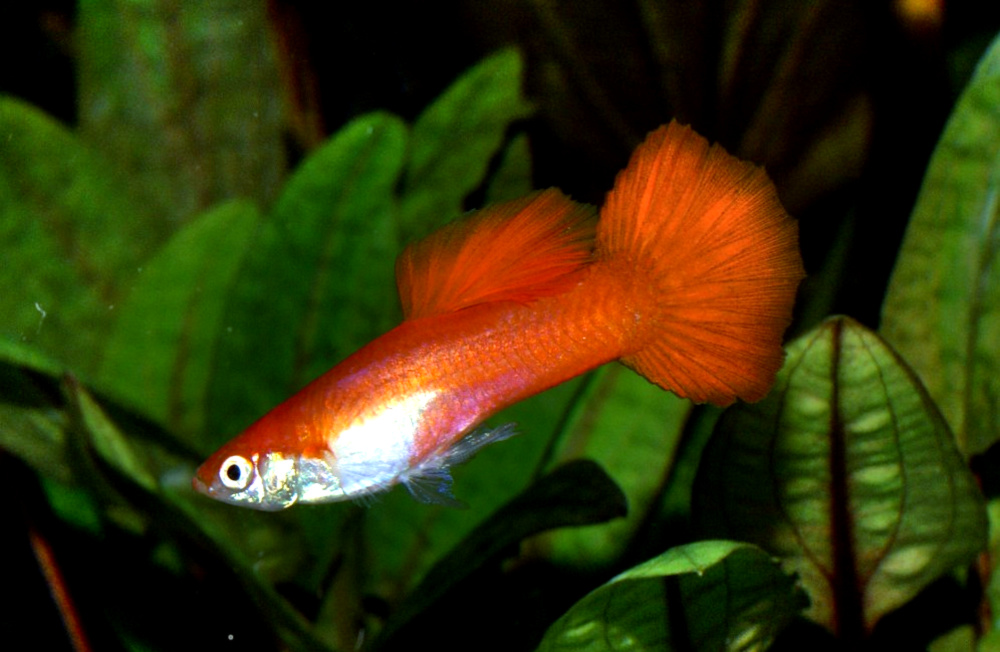
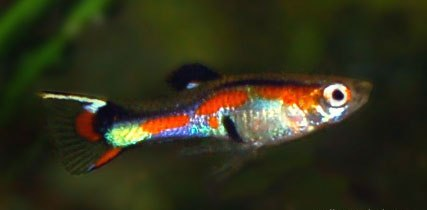
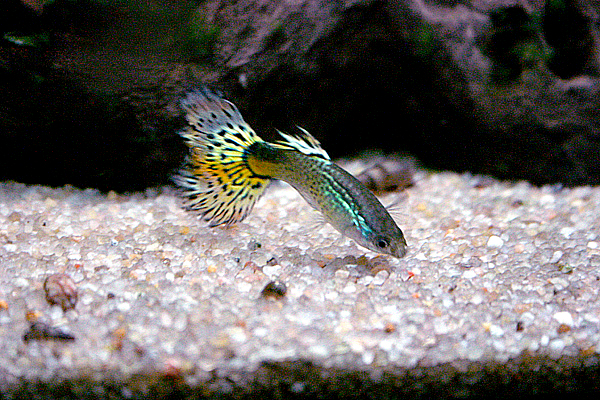
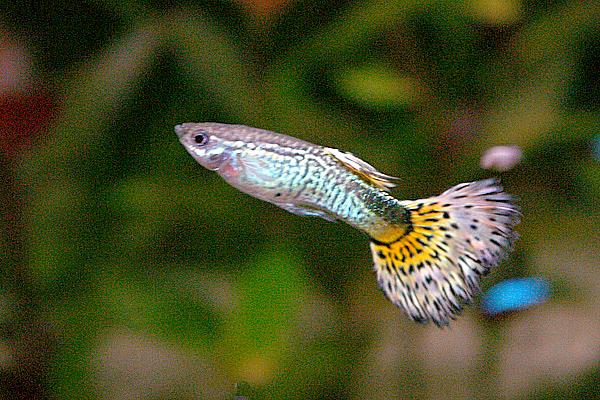
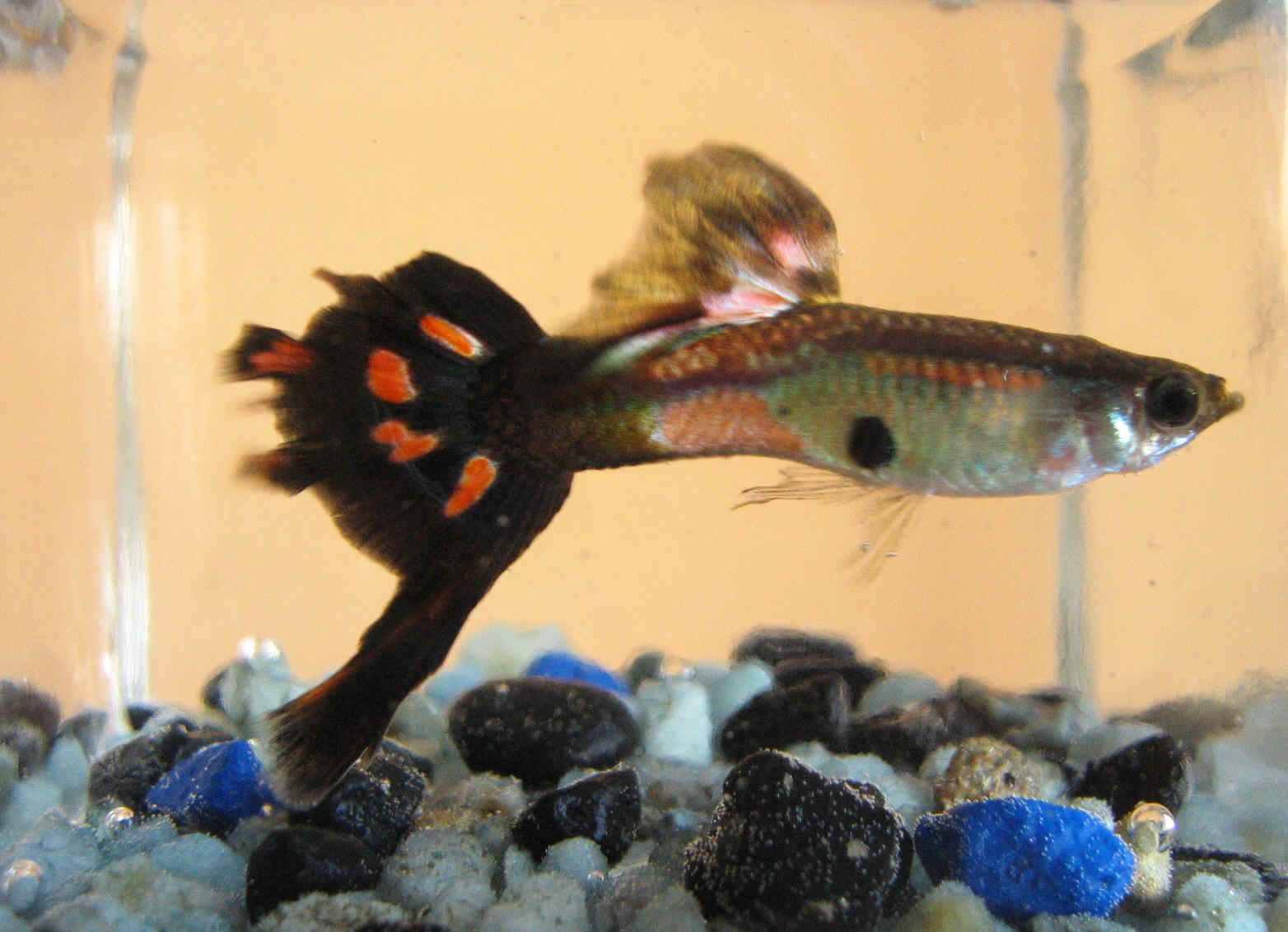
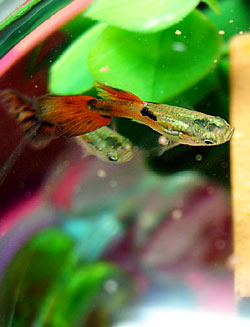